# 埃默拉爾德比奇 (密蘇里州)
埃默拉爾德比奇（英語：Emerald Beach）是位於美國密蘇里州巴里縣的村。

## 人口
根據2020年美國人口普查的數據，埃默拉爾德比奇的面積為1.86平方千米，當中陸地面積為1.85平方千米，而水域面積為0.01平方千米。當地共有人口212人，而人口密度為每平方千米114人。